# Katsumi Yusa
Katsumi Yusa (født 2. august 1988) er en tidligere japansk fodboldspiller.
Han har spillet for flere forskellige klubber i sin karriere, herunder Sanfrecce Hiroshima.